# Tu puoi se vuoi
Tu puoi se vuoi è il dodicesimo album della cantante Alexia, pubblicato nel 2015.

## Descrizione
L'album contiene 10 tracce.
Registrato tra Paesi Bassi e USA, è uscito in digital download e nei negozi il 5 maggio 2015.
Il disco debutta alla posizione #93 della classifica ufficiale FIMI, in Italia.

## I singoli
Il primo singolo promozionale dell'album è Il mondo non accetta le parole uscito il 17 aprile.

## Tracce
1. Tu puoi se vuoi
2. Sento
3. Il mondo non accetta le parole
4. Tu sei fuori
5. Come una raffica
6. Bianca
7. Essere normale
8. Solo te
9. E sei più avanti
10. Prenditi la vita

## Classifiche
| Classifica (2015) | Posizione più alta |
| ----------------- | ------------------ |
| Italia            | 93                 |